# End of All Days
End of All Days è il nono album del gruppo musicale power metal tedesco Rage, pubblicato nel 1996 dalla GUN Records.

## Tracce
1. Under Control - 4:07 (S Efthimiadis, C Efthimiadis, P Wagner)
2. Higher Than the Sky - 4:17 (P Wagner)
3. Deep in the Blackest Hole - 4:23 (S Efthimiadis, P Wagner)
4. End of All Days - 4:45 (S Efthimiadis, P Wagner)
5. Visions - 4:17 (P Wagner)
6. Desperation - 4:55 (P Wagner)
7. Voice from the Vault - 5:36 (S Efthimiadis, C Efthimiadis, P Wagner)
8. Let the Night Begin - 3:53 (P Wagner)
9. Fortress - 3:56 (P Wagner)
10. Frozen Fire - 3:42 (P Wagner)
11. Talking to the Dead - 4:00 (P Wagner)
12. Face Behind the Mask - 3:37 (S Efthimiadis, P Wagner)
13. Silent Victory - 4:54 (P Wagner)
14. Fading Hours - 6:28 (P Wagner)
15. How We Treat Each Other (Bonus Track) - 3:55 (S Fischer, P Wagner)
16. The Sleep (Bonus Track) - 3:57 (P Wagner)
17. The Trooper (Iron Maiden) (Bonus Track)

## Formazione
- Peter "Peavy" Wagner - voce, basso
- Spiros Efthimiadis - chitarra
- Sven Fischer - chitarra
- Chris Efthimiadis - batteria

### Ospiti
- Christian Wolff - pianoforte
- Symphonic Orchestra Prague